# شقران طرابلسي
شقران طرابلسي (الاسم العلمي: Puccinia tripolii) هو نوع من الفطريات يتبع جنس الشقران من الفصيلة الشقرانية.